# Hunter (Arkansas)
Hunter é uma cidade  localizada no estado americano de Arkansas, no Condado de Woodruff.

## Demografia
Segundo o censo americano de 2000, a sua população era de 152 habitantes.
Em 2006, foi estimada uma população de 139, um decréscimo de 13 (-8.6%).

## Geografia
De acordo com o United States Census Bureau, a localidade tem uma área de 1,6 km², sem área coberta por água.

## Localidades na vizinhança
O diagrama seguinte representa as localidades num raio de 24 km ao redor de Hunter.